# Galbula cyanicollis
Galbula cyanicollis là một loài chim trong họ Galbulidae.